# Tragopan czerwony
Tragopan czerwony, tragopan satyr (Tragopan satyra) – gatunek dużego ptaka z rodziny kurowatych (Phasianidae). Jeden z pięciu gatunków tragopanów. Występuje w Himalajach. Nie wyróżnia się podgatunków.

## Występowanie
Himalaje – północne Indie, Nepal, Sikkim, Bhutan, skrajnie południowe Chiny i Arunachal Pradesh; na wysokościach 2450–4250 m n.p.m. Zimą schodzi w niższe partie gór.
W naturze jest dziki i ostrożny. Ptaki spotyka się pojedynczo albo parami, czasami w większych grupach rodzinnych. W lasach dębowych i rododendronowych, na stromych zboczach gór.

## Opis
Osiąga 68–72 cm długości, samica jest mniejsza – 58 cm. Masa samców 1,6–2,1 kg, samice 1,0–1,2 kg. Wyraźny dymorfizm płciowy. Młode tragopany są bardziej podobne do samicy.

## Pożywienie
Pokarm składa się przeważnie z zielonych części roślin, nasion. Nie gardzi też owadami i drobnymi kręgowcami.

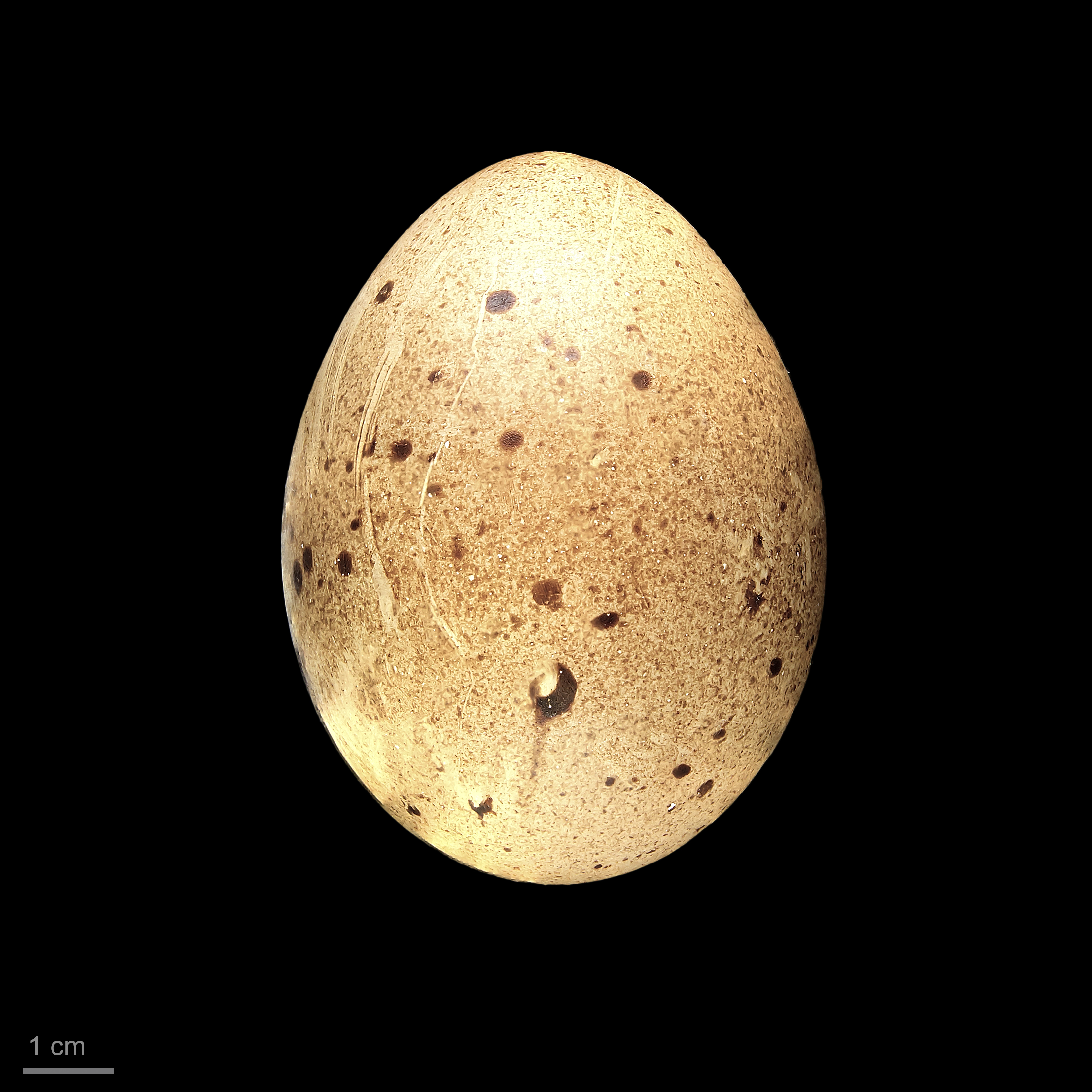
Jajo z kolekcji muzealnej

## Rozmnażanie
W drugim roku, gatunek monogamiczny. Gniazdo zazwyczaj na większej wysokości, na drzewie lub półce skalnej. Na gniazdo tragopany wykorzystują opuszczone gniazda większych ptaków. Znoszą około 3–6 jaj, czas wysiadywania: 28 dni. Młode pisklaki lęgną się już z dobrze wykształconymi lotkami. To im pomaga opuścić gniazdo zaraz po wylęgu.

## Status zagrożenia
W Czerwonej księdze gatunków zagrożonych IUCN tragopan czerwony od 2024 roku klasyfikowany jest jako gatunek najmniejszej troski (LC – Least Concern); wcześniej uznawano go za gatunek bliski zagrożenia (NT – Near Threatened). Wcześniejsze szacunki mówiące o liczebności populacji poniżej 20 tysięcy dorosłych osobników wydają się obecnie (2024) mocno zaniżone. Liczebność populacji prawdopodobnie powoli spada.